# Мономолекулярна реакція
Мономолекулярна реакція (англ. monomolecular reaction) — елементарна хімічна реакція, що відбувається в одній молекулі без якоїсь участі інших. Звичайно включає ізомеризацію або розклад цієї молекули.

## Мономолекулярний розпад
Розпад молекулярної частинки на дві або більше, при якому в елементарному акті бере участь лише одна молекулярна частинка, та що розпадається. Такий розпад є характерним для ініціаторів, напр., розпад пероксиду: ROOR1 →RO•+ R1O•.